# Ernesto Hebeisen
Ernesto Hebeisen (* 9. Juni 1919 in Olten; † 13. Februar 2007 in Bassersdorf, heimatberechtigt in Langnau im Emmental) war ein Schweizer Bildhauer, Plastiker, Grafiker, Radierer und Holzschnitzer.

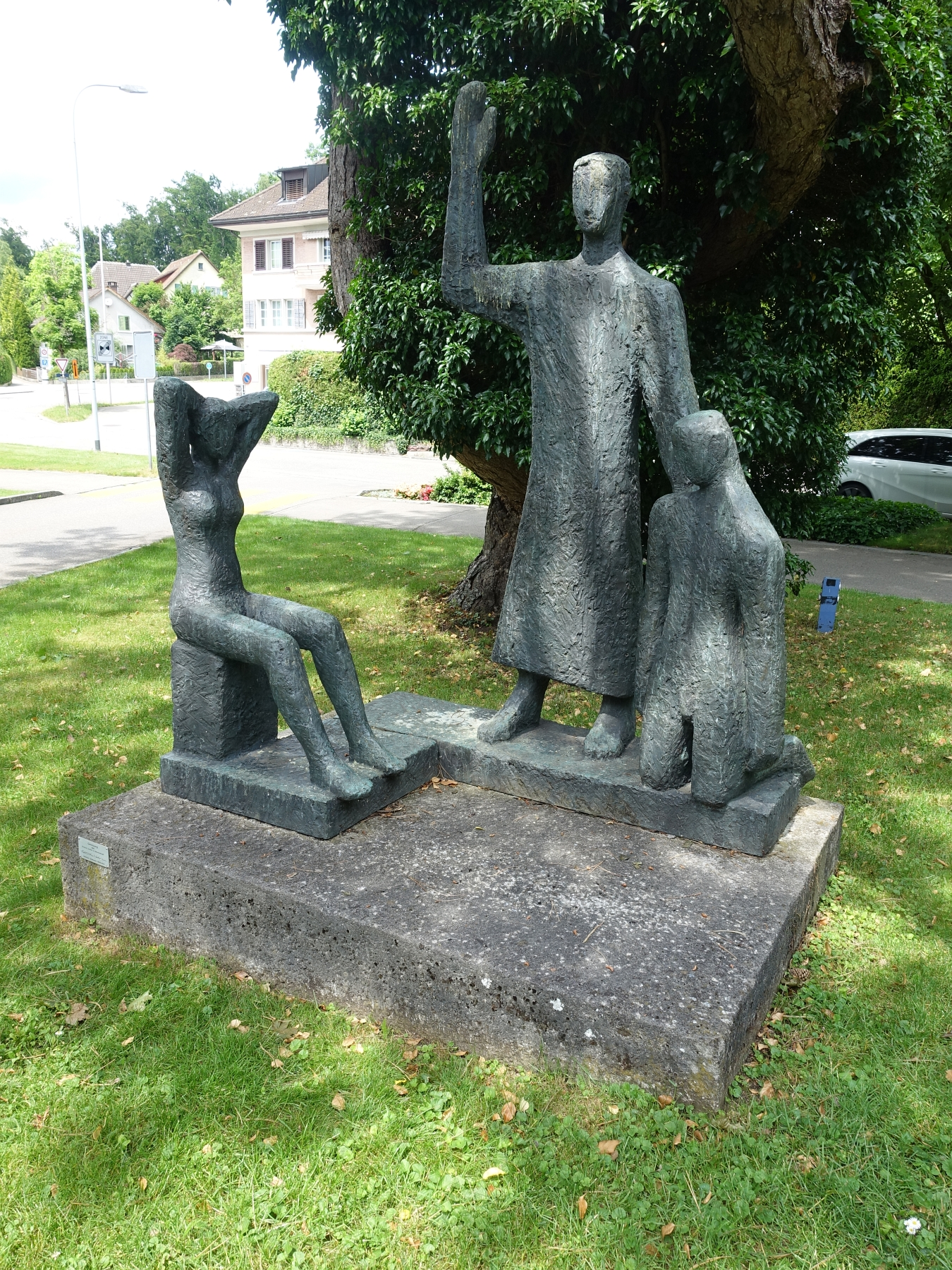
Skulptur Genesung (1965) vor dem Spital Uster.

## Leben und Werk
Ernesto Hebeisen wuchs in einer Bauernfamilie auf und absolvierte eine Lehre als Bäcker-Konditor. Anschliessend liess er sich in Paris bei Ossip Zadkine und in Zürich zum Bildhauer und Grafiker ausbilden. Hebeisen lebte mit seiner Familie an der Herzogenmühle 12 in Wallisellen, wo sich auch sein Atelier befand.
Hebeisen erhielt 1952 und 1956 den Werkbeitrag für bildende Künste des Kantons Zürich. Zwischen 1974 und 1987 unternahm er zahlreiche Studienreisen nach Spanien und Marokko. Seine Werke stellte er in Einzel- und Gruppenausstellungen aus. Viele seiner Werke befinden sich im öffentlichen Raum. Hebeisen ist vor allem bekannt für seine monumentalen Plastiken in verschiedenen Materialien.